# James Joyce

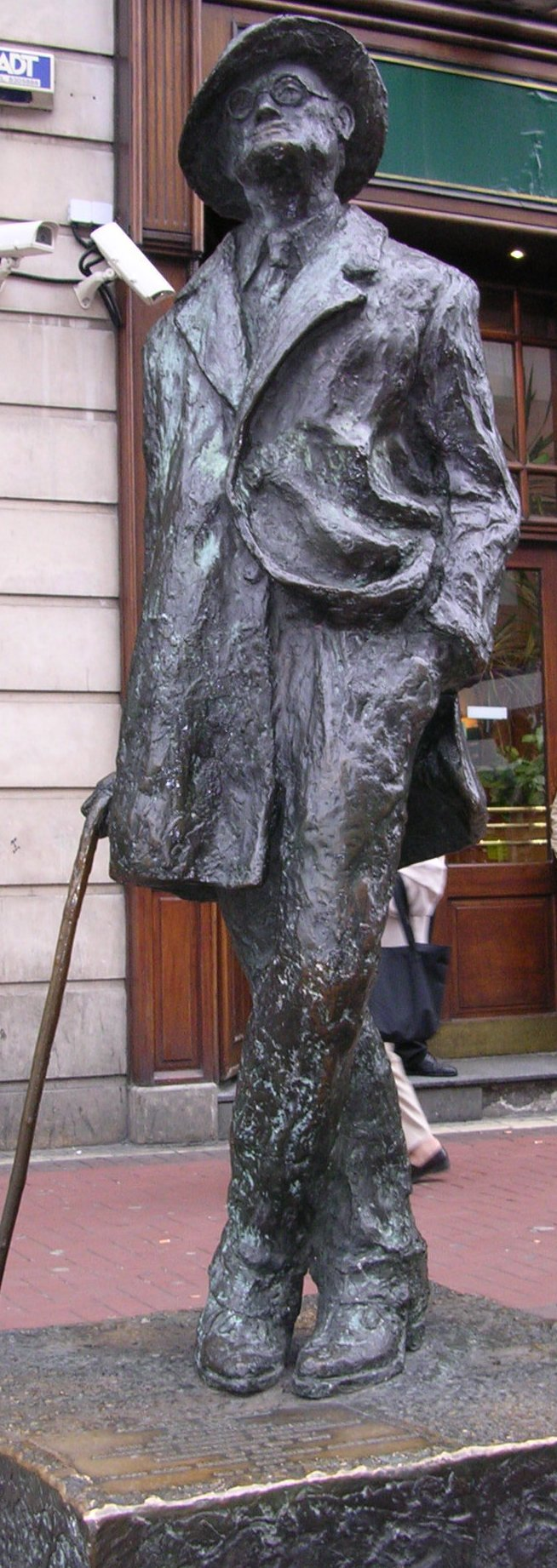
Estàtua de James Joyce a Dublín

James Augustine Aloysius Joyce (Dublín, 2 de febrer de 1882 - Zúric, 13 de gener de 1941), o Seamus Seoighe com se'l coneix a vegades en irlandès, és un poeta i escriptor irlandès, conegut mundialment com un dels més importants i influents del segle xx. Joyce és aclamat per la seva obra mestra,  Ulisses (1922) i per la seva divertida novel·la posterior, Finnegans Wake (1939). Igualment ha estat molt valorada la sèrie d'històries breus titulada Dublinesos (1914), així com la seva novel·la semi autobiogràfica Retrat de l'artista adolescent (1916). Joyce és un representant destacat del corrent literari anomenat modernisme anglosaxó, al costat d'autors com T. S. Eliot, Virginia Woolf, Ezra Pound o Wallace Stevens.
Encara que va passar la major part de la seva vida adulta fora d'Irlanda, l'univers literari d'aquest autor es troba fortament arrelat a la seva ciutat que proveeix a les seves obres dels escenaris, ambients, personatges i la resta de matèria narrativa. Més en concret, la seva problemàtica relació primera amb l'església catòlica d'Irlanda es reflecteix molt bé a través dels conflictes interiors que assolen al seu àlter ego en la ficció, representat pel personatge Stephen Dedalus. Així, Joyce és conegut per la seva atenció minuciosa a un escenari molt delimitat i pel seu prolongat i autoimposat exili, però també per la seva enorme influència a tot el món. Per això, malgrat el seu regionalisme, paradoxalment va arribar a ser un dels escriptors més cosmopolites del seu temps.
L'Enciclopèdia Britànica destaca el subtil i veraç retrat de la naturalesa humana que aconsegueix imprimir l'autor a les seves obres, juntament amb el mestratge en l'ús del llenguatge i el brillant desenvolupament de noves formes literàries, motiu pel qual la seva figura va exercir una influència decisiva en tota la novel·lística del segle xx. Els personatges de Leopold Bloom i Molly Bloom, en particular, tenen una riquesa i calidesa humanes incomparables.
Jorge Luis Borges, en un text de 1939, va afirmar sobre l'autor:
| « | És indiscutible que Joyce és un dels primers escriptors del nostre temps. Verbalment, és potser el primer. A l'Ulisses hi ha sentències, hi ha paràgrafs, que no són inferiors als més il·lustres de Shakespeare o de Sir Thomas Browne. | » |

T.S. Eliot, al seu assaig "Ulysses, Order, and Myth" (1923), va observar sobre aquesta mateixa obra:
| « | Considero que aquest llibre és l'expressió més important que ha trobat la nostra època, és un llibre amb el qual tots estem en deute, i del que cap de nosaltres pot escapar. | » |

## Vida i obra

### Dublín, 1882-1904
Va néixer el 1882, fill d'una família catòlica del barri de Rathgar, Dublín. Era el més gran de deu fills supervivents; dos dels seus germans van morir de febre tifoide. La família del seu pare, natural de Cork, havia estat propietària d'una petita explotació de sal i calç. Tant el pare com l'avi patern de Joyce s'havien casat amb dones de família rica. L'any 1887, el pare de Joyce va ser nomenat recaptador d'impostos de l'Ajuntament de Dublín, cosa que va motivar el trasllat de la família al nou barri de Bray. Més o menys en aquesta època Joyce va ser atacat per un gos, succés que li provocaria la por d'aquests animals per a tota la vida, que s'afegeix a la seva por de les tempestes (segons la seva religiosa tieta, un senyal de la ira divina).
L'any 1891, Joyce va compondre un poema, "Et Tu Healy", a la mort de Charles Stewart Parnell. El seu pare el va imprimir i fins i tot en va enviar una còpia a la biblioteca del Vaticà. Aquell mes de novembre, John Joyce va veure's inclòs a la Stubbs Gazette (un registre oficial de fallides) i exonerat de la feina. L'any 1893 John Joyce en va ser acomiadat amb una pensió. Aquest va ser el principi d'una lenta davallada envers la pobresa per a tota la família, per culpa sobretot de l'afició a la beguda i de la mala gestió econòmica del pare.
L'educació de James Joyce va començar al Clongowes Wood College, un internat del Comtat de Kildare, on va ingressar el 1888 però que va haver d'abandonar el 1892 quan el seu pare ja no podia pagar-ne el preu. Joyce va continuar estudiant a casa i, després, per un breu període, a l'escola dels Germans Cristians de North Richmond Street, a Dublín, abans que li oferissin una plaça al Belvedere College, l'escola jesuïta de la capital irlandesa. Era l'any 1893 quan li van oferir aquesta plaça amb l'esperança que així li naixeria la vocació i s'uniria a l'Ordre. Finalment, però, renegaria del Catolicisme als setze anys. Tanmateix, sembla que la filosofia de Sant Tomàs d'Aquino continuarà influint-lo la resta de la seva vida.
Es va inscriure a la recentment creada University College Dublin el 1898. Hi va estudiar llengües modernes, en concret, anglès, francès i italià. Es va implicar activament en els cercles teatrals i literaris de la capital. La seva ressenya sobre el Nou teatre d'Ibsen, la seva primera obra publicada, va sortir el 1900 i li va suposar una carta d'agraïment del dramaturg noruec. En aquesta època, Joyce va escriure nombrosos articles i, com a mínim, dues peces teatrals (avui perdudes). Molts dels amics que va fer a la universitat apareixen com a personatges en l'obra de James Joyce.
Després de llicenciar-se el 1903, es va traslladar a París en teoria per estudiar-hi Medicina. En realitat, però, malgastava diners que la seva família amb prou feines podia permetre's. Va tornar al cap d'uns mesos a Irlanda car li havien diagnosticat un càncer a la seva mare (en un primer moment, semblava tractar-se de cirrosi hepàtica). Temerosa de la impietat del seu fill, la mare de Joyce va intentar fer-lo confessar i combregar. Va entrar en coma i va morir el 13 d'agost d'aquell any, i James es va negar en tot moment a agenollar-se a pregar amb la resta de la família. Després del traspàs de la mare, James va continuar bevent en grans quantitats i la situació familiar es va degradar. Malvivia escrivint ressenyes de llibres, fent classes i cantant.
El 7 de gener de 1904, va intentar publicar A Portrait of the Artist, una narració-assaig sobre estètica, en un sol dia, que va acabar refusada per la revista Dana. El dia que feia vint-i-dos anys va decidir revisar la història i convertir-la en una novel·la que va pensar de titular Stephen Hero. Va ser el mateix any que va conèixer Nora Barnacle, una jove de Connemara, al Comtat de Galway, que treballava com a cambrera en un hotel. El 16 de juny de 1904 van tenir la primera cita i l'esdeveniment va fornir la data per a l'acció d'Ulisses.
Joyce va quedar-se a Dublín un temps, lliurat a la beguda. Després d'una sessió d'alcohol, es va ficar en una baralla per culpa d'un malentès al Phoenix Park. El va recollir i recuperar un conegut llunyà del seu pare, Alfred H. Hunter, que el va dur a casa i li va guarir les ferides. Es rumorejava que Hunter era jueu i que la dona li feia el salt: finalment, serviria com un dels models per a Leopold Bloom, el protagonista de la novel·la Ulisses. Es va ocupar amb Oliver St John Gogarty, un estudiant de medicina que va oferer-li una base per al personatge Buck Mulligan de l'Ulisses. Després d'haver passat sis nits a la Martello Tower de Gogarty, en va marxar en plena nit després d'un incident (fins i tot Gogarty va disparar contra unes cassoles que penjaven prop del capçal del llit de Joyce). Va tornar a peu fins a la ciutat i va passar aquella nit amb uns parents. L'endemà, va enviar un amic a la Martello Tower per recollir les maletes. Poc després, ell i Nora s'escapaven cap a la terra ferma europea.

### 1904-1920: Trieste i Zúric

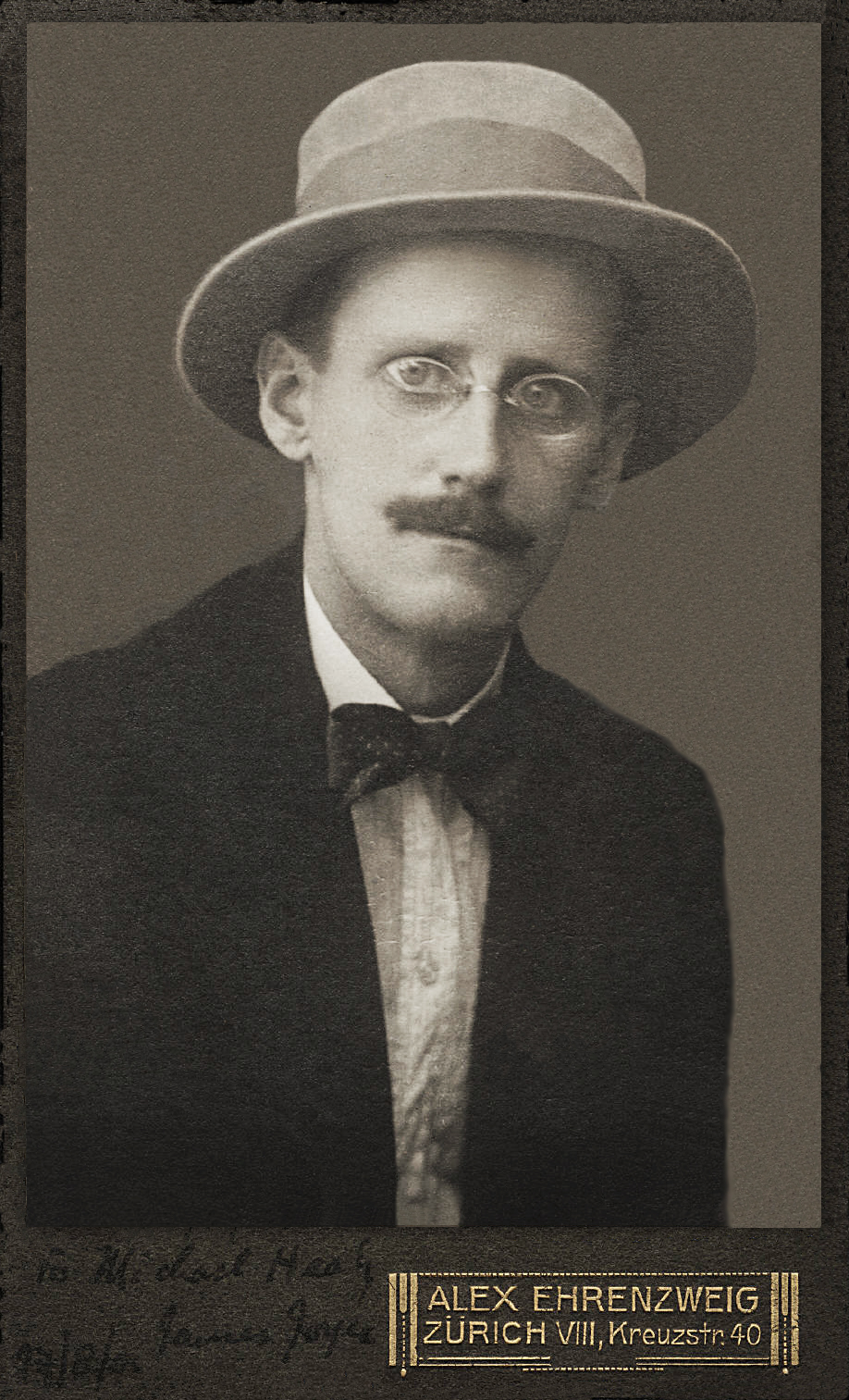
James Joyce el 1915

James i Nora es van autoexiliar. El primer destí va ser Zúric, on ell havia de donar classes d'anglès a la Berlitz Language School, segons havia convingut amb una agència anglesa. Al final, va resultar una enganyifa, però el director de l'escola el va enviar a Trieste, ciutat que formava part de l'Imperi Austrohongarès. Un cop més, va resultar que no hi tenia cap plaça. Tanmateix, al final, gràcies a Almidano Artifoni, director de la Berlitz de Trieste, va acabar trobant una feina a Pula. S'hi va quedar, ensenyant anglès a oficials de l'Imperi, d'octubre de 1904 fins a març de 1905, quan els austríacs (sospitant un cas d'espionatge), en van fer fora tots els forans. Amb l'ajut d'Artifoni, va tornar a Trieste on va començar a ensenyar l'anglès. S'hi quedaria durant més de deu anys.
Aquell mateix any, Nora dona a llum el primer fill de la parella, George. Joyce va convèncer el seu germà Stanislaus de venir a instal·lar-se amb ells a Trieste i li va aconseguir un lloc de mestre a l'escola. En principi, la raó era buscar-ne la companyia i oferir-li una vida més interessant que la que deixava a Dublin però, en el fons, confiava d'augmentar els magres ingressos de la família amb el sou del germà. Stanislaus i James van tenir una tensa relació durant els anys junts a Trieste (discutien sobretot per culpa de la beguda i la frivolitat amb els diners de James). Sembla que els pitjors conflictes van tenir lloc el juliol de 1910.
Amb unes ganes de veure món cròniques, James Joyce es va anar frustrant a Trieste i se'n va anar a Roma a la fi de l'any 1906, a treballar en un banc de la capital italiana. No li va agradar gens Roma i va tornar a Trieste a principis de 1907. La seva filla, Lucia Joyce va néixer l'estiu d'aquell mateix any.
Joyce va tornar a Dublín l'estiu de 1909, acompanyat pel seu fill George, amb la intenció de visitar el seu pare i mirar de fer publicar Dubliners. Va anar a veure la família de Nora a Galway, a qui veia per primera vegada (la trobada va ser un èxit). Preparant el retorn a Trieste, va decidir fer venir una de les seves germanes, Eva, per ajudar la Nora a tenir cura de la casa. James Joyce passaria només un mes a Trieste, abans de tornar a Dublin, aquest cop com a representant d'uns propietaris de sales de cinema per procurar instaurar un cinema regular a Dublín. El projecte va reeixir (tot i que acabaria enfonsant-se poc després de marxar Joyce) i va tornar a Trieste el gener de 1910 amb una altra germana, Eileen. Mentre que Eva s'enyorava i va tornar a Dublín al cap d'uns anys, Eileen va passar la resta de la seva vida al continent, casada amb el banquer txec František Schaurek.
Joyce va tornar a Dublín breument durant l'estiu de 1912 en plena polèmica amb el seu editor en aquesta ciutat, George Roberts, sobre la publicació de Dubliners. Un cop més, aquest viatge va ser en va. En tornar a casa, va escriure el poema "Gas from a Burner", com a invectiva lleugerament velada contra Roberts. Va ser el seu darrer viatge a Irlanda i només s'acostaria fins a Londres, malgrat les súpliques del seu pare i les invitacions del també escriptor irlandès William Butler Yeats.
En aquest període de la seva vida, Joyce va empescar-se diversos sistemes per fer diners. Per exemple, un intent per esdevenir un magnat del cinema a Dublín, a més d'un pla al qual va donar moltes voltes però que no va dur mai a la pràctica per importar tweeds irlandesos a Trieste. La seva destresa demanant préstecs el va salvar de caure en la bancarrota total. Els ingressos li arribaven, en part, de la feina a la Berlitz i, en part, de classes particulars. La major part de les coneixences que va aconseguir mitjançant els estudiants privats van resultar ser aliats de poc valor quan Joyce va tenir problemes per fugir de l'Imperi Austrohongarès cap a Suïssa el 1915.
Un dels seus alumnes de Trieste era Ettore Schmitz, és a dir, l'escriptor Italo Svevo. Es van conèixer el 1907 i van esdevenir amics de llarga durada, i intercanviaven crítiques sobre els respectius treballs. Schmitz era jueu i es va convertir en el model principal per a Leopold Bloom. La majoria dels detalls sobre judaisme que inclou l'Ulysses provenen de les preguntes que Joyce feia a Schmitz. L'irlandès passaria gran part de la resta de la seva vida a l'Europa continental. Ja a Trieste van començar els seus greus problemes oculars, que li van comportar una dotzena d'operacions abans de morir.
El 1915 va passar a Zúric per evitar els problemes de viure a l'Imperi Austrohongarès durant la Primera Guerra Mundial. A la ciutat suïssa va conèixer un dels seus amics més fidels, Frank Budgen, l'opinió del qual Joyce buscava constantment mentre escrivia Ulisses i Finnegans Wake. Aquí va ser també on Ezra Pound el va fer conèixer a l'editora i feminista anglesa Harriet Shaw Weaver, que acabaria esdevenint la protectora de Joyce (li va facilitar milers de lliures en 25 anys i el va alliberar de la càrrega docent per poder concentrar-se en l'escriptura). En acabar la guerra, va tornar a Trieste breument, però la ciutat havia canviat i la relació amb el germà (que havia estat internat en una presó austríaca durant gran part de la guerra) eren més tenses que mai. James Joyce va marxar a París el 1920, seguint una invitació d'Ezra Pound. En principi, hi havia de passar una setmana, però hi va acabar vivint vint anys.

### 1920-1941: París i Zúric

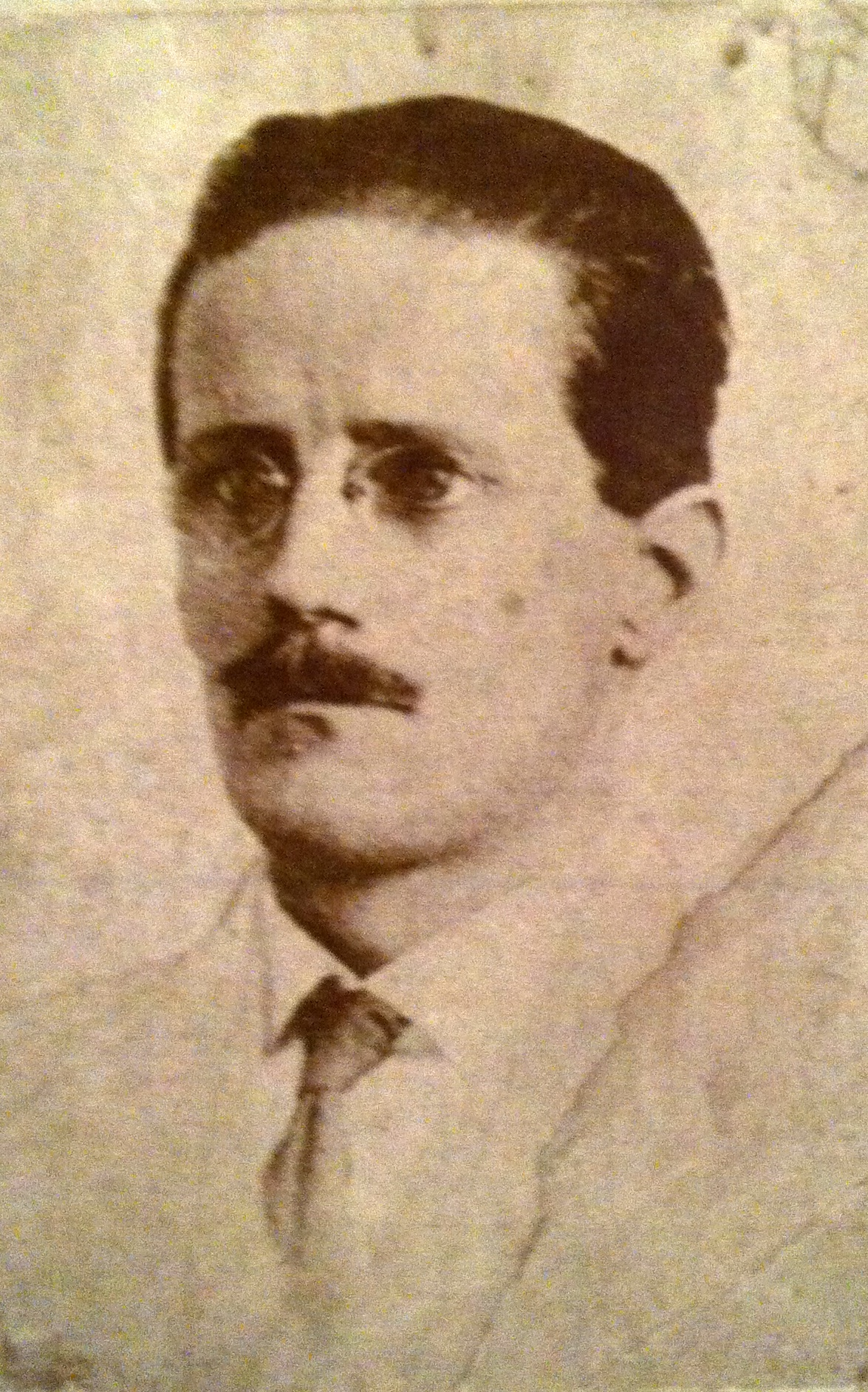
James Joyce amb bigoti i ulleres.

Viatjava sovint a Suïssa per fer-se operar els ulls i per tractar la Lucia, que patia esquizofrènia. A París, Maria i Eugene Jolas van tenir cura de l'autor durant els llargs anys de redacció de Finnegans Wake. Si no hagués estat pel seu suport (a més de l'ajuda econòmica de Harriet Shaw Weaver), és molt possible que no hagués acabat ni publicat mai els seus llibres. En la seva revista literària, "transition", el matrimoni Jolas va publicar per entregues diverses parts de la novel·la de Joyce amb el títol Work in Progress. Va tornar a Zúric a la fi de 1940, fugint de l'ocupació nazi de França durant la Segona Guerra Mundial. L'11 de gener de 1941, el van operar d'una úlcera perforada. Al principi, va millorar però va recaure l'endemà. Malgrat diverses transfusions, va entrar en coma. En va despertar a les dues de la matinada del 13 de gener de 1941. Va demanar a una infermera que avisés la dona i el fill abans de tornar a quedar inconscient. Encara no havien arribat quan va morir (15 minuts després). Està enterrat al cementiri Fluntern, a poca distància dels lleons del zoo de Zúric. La seva vídua, Nora, amb qui finalment s'havia casat a Londres el 1931, li va sobreviure deu anys. Està enterrada al seu costat, igual que el seu fill George, que va morir el 1976.

## Obres principals

### Dublinesos
Les experiències irlandeses de Joyce formen part essencial de la seva literatura, a més dels escenaris i gran part dels temes per a tota la seva obra de ficció. Aquest primer volum de relats, Dublinesos, constitueix una anàlisi penetrant de l'estancament de la societat dublinesa. Les narracions inclouen epifanies, mot especialment emprat per Joyce, amb el qual volia designar una sobtada consciència de l'ànima d'algun objecte o situació. El relat final, el més conegut del recull, "The Dead", va ser convertit en pel·lícula sota la direcció de John Huston el 1987.

### Retrat de l'artista adolescent

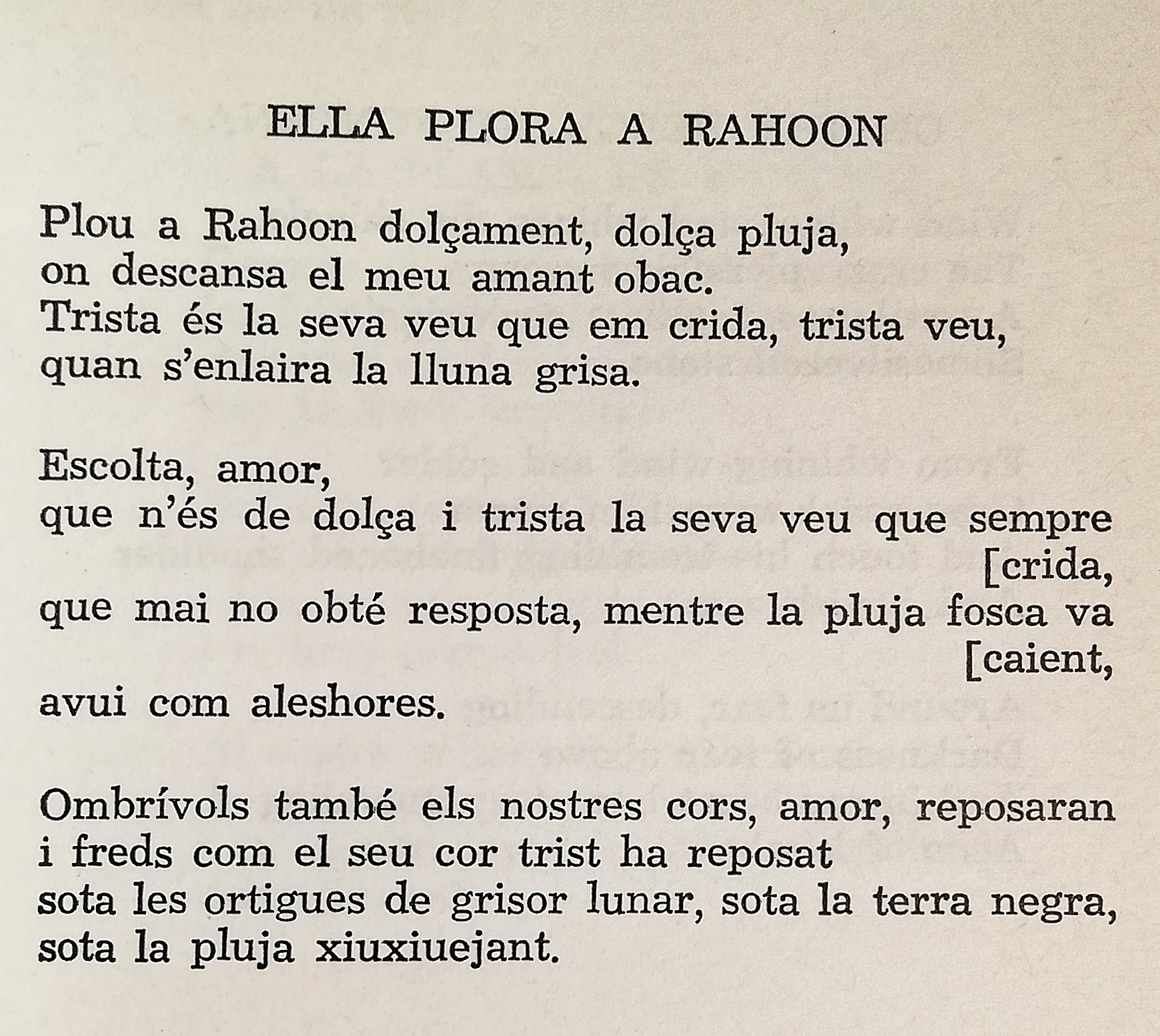
Detall de l'obra poètica de James Joyce

Es tracta d'una reescriptura gairebé total de l'abandonada Stephen Hero (part del manuscrit original va ser destruït per l'autor en un atac de ràbia en plena discussió amb Nora). Un Künstlerroman o història del desenvolupament personal d'un artista, és una novel·la de formació i biogràfica on Joyce mostra un jove dotat que va adquirint maduresa i consciència d'ell mateix. El personatge principal, Stephen Dedalus, es basa en el mateix autor. Traces d'algunes tècniques que Joyce emprarà més endavant (el monòleg interior i les referències a la realitat psíquica d'un personatge en comptes de l'entorn exterior) són ja prou visibles. Joseph Strick va dirigir una pel·lícula basada en aquest llibre el 1977.

### Exiliatsi poemes
Malgrat el seu interès inicial envers el teatre, Joyce només va publicar una obra teatral Exilis, que va iniciar poc després d'esclatar la Primera Guerra Mundial el 1914 (editada el 1918). Estudiant la relació de marit i muller, l'obra es remunta al final de The Dead i remet també a Ulisses, que ja havia començat a escriure.
Joyce ha publicat diversos llibres de poesia. La seva primera obra madura publicada fou la satírica The Holy Office (1904), on es proclamava superior a molts membres de la renaixença celta. El seu primer recull complet de poesia Chamber Music (segons va explicar l'autor, el títol fa referència al so de l'orina en colpejar un orinal -chamber pot en anglès-) constava de 36 peces líriques. Aquesta publicació el va dur a ser inclòs en la Imagist Anthology, en edició d'Ezra Pound, gran defensor de l'obra de Joyce. Altres poesies publicades per Joyce durant la seva vida són "Gas From A Burner" (1912), Pomes Penyeach (1927) i "Ecce Puer" (escrit el 1932 per assenyalar el naixement del seu net i la mort recent del seu pare). Es va publicar dins de Collected Poems (1936).

### Ulisses

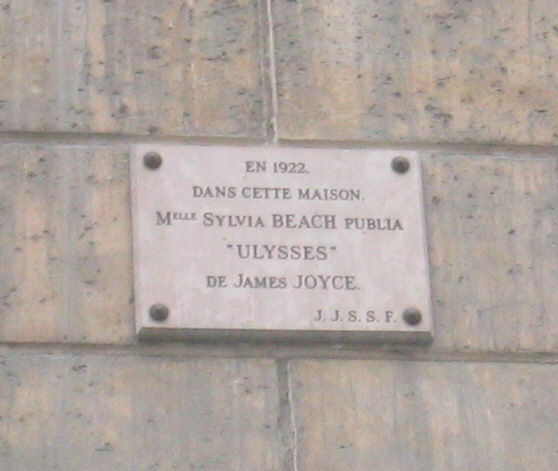
Placa commemorativa de la publicació dUlisses a París.

Mentre acabava Dubliners el 1906, Joyce va considerar la possibilitat d'afegir un altre relat protagonitzat per un jueu anomenat Leopold Bloom amb el títol Ulisses. Tot i que la idea no va prosperar en aquell moment, el 1914 es va posar a treballar en una novel·la amb el mateix títol i el mateix punt de partida. Va concloure'n la redacció l'octubre de 1921. Va necessitar tres mesos més per corregir el llibre abans de donar-lo per acabat en la data que s'havia imposat com a límit: el seu quarantè aniversari, el 2 de febrer de 1922.
Gràcies a E. Pound, el 1918 se'n va iniciar la publicació per entregues dins de la revista The Little Review. Editaven aquesta revista Margaret Anderson i Jane Heap, amb el suport de John Quinn, un advocat de Nova York interessat en la literatura i l'art contemporànies i experimentals. Malauradament, aquesta publicació va patir problemes de censura als Estats Units. La sèrie es va aturar el 1920, en ser condemnades les editores per obscenitat pública. La novel·la va romandre prohibida al país fins al 1933.
En part per culpa de la controvèrsia, Joyce va tenir problemes per trobar un editor que acceptés el llibre. Al final, es va publicar el 1922 gràcies a Sylvia Beach, de la famosa llibreria Shakespeare and Company de París. Una edició anglesa de la mà de la mecenes de Joyce, Harriet Shaw Weaver, va patir encara més problemes amb les autoritats dels Estats Units, fins al punt que 500 còpies enviades a Amèrica van ser confiscades i, possiblement, destruïdes. L'any següent, John Rodker va produir una impressió de 500 exemplars per substituir els interceptats, però la duana anglesa els va cremar a Folkestone. Una altra conseqüència de la situació legal ambigua de la novel·la és el nombre de versions no autoritzades en circulació, en especial, destaquen les publicacions pirata de l'editor Samuel Roth. L'any 1928, es va produir una decisió judicial contra Roth, que va aturar la publicació.
El 1922 és un any clau de la literatura. Aquell any va assistir a la publicació de l'Ulisses i de The Waste Land, de T. S. Eliot. Per a Ulisses, Joyce empra el corrent de consciència, la paròdia, bromes i gairebé totes les tècniques literàries per presentar els personatges. L'acció de la novel·la, que transcorre en un sol dia, el 16 de juny de 1904, situa els personatges i esdeveniments de l'Odissea d'Homer en la Dublín de l'època i trasllada Odisseu (Ulisses), Penèlope i Telèmac als personatges de Leopold Bloom, Molly Bloom (la seva esposa) i Stephen Dedalus, que contrasten paròdicament amb els seus elevats models. El llibre explora diversos espais de la vida dublinesa, insistint en la seva misèria i monotonia. A la vegada, es tracta d'un entranyablement detallat estudi de la ciutat. En aquest sentit, Joyce va declarar "Vull fer un retrat prou complet de Dublín de manera que, si un dia, de sobte, la ciutat desaparegués, es pogués reconstruir a partir del llibre". Per assolir tanta precisió, Joyce va seguir l'edició de 1904 del Thom's Directory (una obra que enumerava els propietaris o llogaters de cada local residencial o comercial de la ciutat). De passada, va bombardejar a preguntes els amics que encara vivien a la capital irlandesa.
El llibre consta de 18 capítols, cada un d'ells aproximadament per a una hora del dia. Comença pels volts de les 8 a.m. i acaba poc després de les 2 a.m. de l'endemà. Cadascun dels capítols presenta el seu propi estil literari. A més, cadascun fa referència a un episodi de l'Odissea homèrica i va associat a un color, a una art o a una ciència i a un òrgan del cos. La combinació de l'escriptura caleidoscòpica amb una estructura extremament formal i esquemàtica representa una de les principals contribucions del llibre al desenvolupament de la literatura d'avantguarda del segle xx. Dues més serien el recurs a la mitologia clàssica com a marc per a l'obra i l'enfocament gairebé obsessiu sobre els detalls externs en un llibre on la major part de l'acció ocorre en la ment dels protagonistes. Amb tot, l'autor es va queixar que "potser he estat massa sistemàtic amb Ulisses", i va acabar rebaixant les correspondències mítiques eliminant els títols dels capítols (extrets d'Homer).
Sobre aquesta obra (Ulysses), el compositor hongarès Mátyás Seiber va compondre una famosa cantata.

### Finnegans Wake
En haver acabat Ulisses, l'escriptor estava tan exhaust que no va escriure ni una ratlla de prosa durant un any. El 10 de març de 1923 va informar Harriet Weaver: "Ahir vaig escriure dues pàgines. Les primeres des del darrer "Sí" d'Ulisses. Amb una ploma que vaig trobar, amb algunes dificultats les vaig copiar en grans lletres en un full doble per tal de poder-les llegir". Així va néixer un text que primer es coneixia com a Work in Progress i, més endavant, com a Finnegans Wake.
El 1926 Joyce havia acabat la primera de les dues parts del llibre. Aquell mateix any va conèixer Eugene i Maria Jolas, que es van oferir a publicar el llibre per entregues dins de la seva revista: transition. Durant els anys següents, l'autor va treballar amb ràpids progressos en aquesta obra, però durant els anys trenta avançava amb força més lentitud. Venia provocat per diversos factors. Per exemple, la mort del pare el 1931, la preocupació per la salut mental de la seva filla Lucia i la seva pròpia mala salut (i la vista debilitada). Gran part de la feina la va completar amb l'ajut de joves admiradors, entre ells, Samuel Beckett. Durant uns anys, Joyce va alimentar la idea de passar-li al llibre al seu amic James Stephens per tal que el completés, per la raó que Stephens havia nascut al mateix hospital exactament una setmana després i duia el nom de James (com ell mateix) i Stephens (com el seu àlter ego de ficció).
Les reaccions a l'obra van ser de tota mena. Alguns dels primers partidaris de Joyce, com ara Pound o Stanislaus Joyce, germà de James, en van fer comentaris negatius. Un grup de partidaris, entre ells Beckett, van signar un llibre d'assaigs a favor de l'obra amb el títol Our Exagmination Round His Factification for Incamination of Work in Progress (publicat l'any 1929). En una festa per celebrar el seu quaranta-setè aniversari a casa dels Jolas, Joyce va anunciar el títol definitiu de l'obra. La publicació en tant que llibre va tenir lloc el 4 de maig de 1939.
El mètode joyceà del corrent de consciència, les al·lusions literàries i la lliure associació onírica arribant al límit en aquesta obra, que abandona qualsevol convenció sobre argument i construcció dels personatges i està escrita en un peculiar i obscur llenguatge, basat sobretot en complexos jocs de paraules a diferents nivells. Aquesta manera de procedir és similar, encara que força més abundant, a la de Lewis Carroll amb Jabberwocky. Si Ulisses és un dia en la vida d'una ciutat, Finnegans Wake és una nit i segueix la lògica dels somnis. Això ha dut molts lectors i crítics a aplicar-li una descripció que recull Finnegans Wake en referència a Ulisses: "usylessly unreadable Blue Book of Eccles". Tanmateix, els lectors han assolit un consens sobre els personatges centrals i l'argument (en línies generals).
Els jocs de paraules del llibre neixen de jocs multilingües que beuen de nombrosos idiomes. El paper de Beckett i altres ajudants incloïa també estampar paraules d'aquestes llengües en targetes per tal que Joyce se'n servís i, a mesura que la vista de l'autor empitjorava, escriure el que dictava.
La visió de la història que proposa el text està molt influïda per Giambattista Vico, i la metafísica de Giordano Bruno és important per a la interrelació dels "personatges". Vico suggeria una visió cíclica de la història, en la qual la civilització neix del caos, passa per les fases teocràtica, aristocràtica i democràtica i, a continuació, torna al caos. L'exemple més evident de la influència d'aquesta visió de la història es troba en les paraules que obre i tanquen en llibre. Finnegans Wake comença amb les paraules "riverrun, past Eve and Adam's, from swerve of shore to bend of bay, brings us by a commodius vicus of recirculation back to Howth Castle and Environs" i acaba amb "A way a lone a last a loved a long the". Dit d'una altra manera, la novel·la acaba amb el principi d'una frase i comença amb l'inici d'aquesta mateixa frase, amb la qual cosa el llibre esdevé un immens cicle. De fet, Joyce va afirmar que el lector ideal del Wake patiria un "insomni ideal" i, un cop acabat el llibre, tornaria a la primera pàgina i tornaria a començar, en un cicle infinit de lectura.

## Llegat
L'obra de Joyce s'ha vist sotmesa a un intens estudi per part d'experts de tota classe. Ha exercit, a més, una gran influència en escriptors i estudiosos tan diversos com Samuel Beckett, Jorge Luis Borges, Flann O'Brien, Máirtín Ó Cadhain, Salman Rushdie, Robert Anton Wilson i Joseph Campbell.
Alguns estudiosos, com ara Vladimir Nabokov, mostren opinions contradictòries envers l'obra de Joyce, per la qual cosa en destaquen algunes parts i en condemnen d'altres. Segons l'autor rus, Ulisses és brillant i Finnegans Wake, horrible. Borges hi estava d'acord. La teoria literària recent ha lloat l'ambició i la innovació de Joyce. Jaques Derrida ho il·lustrava amb una anècdota que va tenir lloc en una llibreria a Tòquio:
Un turista americà de la varietat més típica es va inclinar per sobre la meva espatlla i va sospirar: "Quants llibres! Quin és el definitiu? N'hi ha algun?" Era una llibreria extraordinàriament petita, un quiosc. Vaig estar a punt de respondre: "Sí, n'hi ha dos: Ulisses i Finnegans Wake".
La influència de Joyce també resulta evident en altres camps, més enllà de la literatura. La frase "Three Quarks for Muster Mark" de Finnegans Wake se sol considerar l'origen de la paraula quark, utilitzada en física com a nom d'un dels tipus principals de partícules elementals que va proposar el científic Murray Gell-Mann. També ha exercit influència en el camp de la filosofia. El filòsof francès Jacques Derrida va escriure un llibre sobre l'ús de la llengua a Ulisses, i el filòsof estatunidenc Donald Davidson en va redactar un de similar sobre Finnegans Wake comparant-lo amb Lewis Carroll. D'altra banda, el psicoanalista francès Jacques Lacan va emprar els texts de Joyce per explicar el seu concepte de sinthome. Segons Lacan, l'escriptura de Joyce és la corda de salvament que el va allunyar de la psicosi.
Cada any, el 16 de juny s'honora la memòria de l'autor i la seva obra més coneguda amb la celebració del Bloomsday, a Irlanda i arreu.
La publicació de la primera traducció completa de l'Ulisses al català, realitzada per Joaquim Mallafrè, va aparèixer el 1981; segons valoracions de professionals i entesos, amb molt bons resultats. Tanmateix, la primera traducció al català la va realitzar Joan Francesc Vidal Jové el 1966. Aquesta versió, si bé va obtenir el vistiplau de la censura, mai no ha estat publicada L'any 2016, Paulí Arenes i Sampera va traduir el llibre de poemes Música de Cambra.

## Llista d'obres

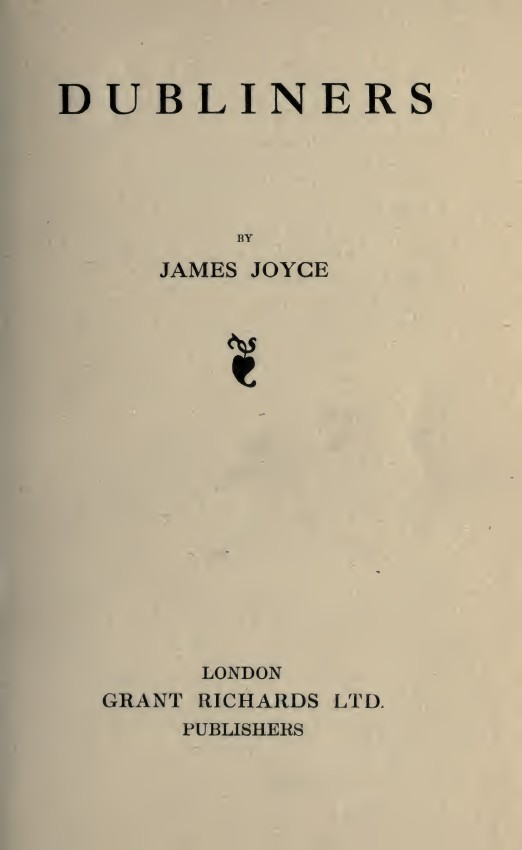
Dubliners, 1914

- Stephen l'heroi (Stephen Hero), 1904, no publicat fins al 1944. (Trad. Joan Ferraté)
- Música de cambra (Chamber Music), 1907.
- Giacomo Joyce, 1907. (Trad. Joaquim Mallafrè)
- Els morts, 1914. (Trad. Joan Talens / Helena Rotès)
- Dublinesos (Dubliners), 1914. (Trad. Joaquim Mallafrè)
- Exiliats[6] (Exiles), 1915. (Trad. Joan Soler Amigó)
- Retrat de l'artista adolescent (A Portrait of the Artist as a Young Man), 1916. (Trad. Maria Teresa Vernet)
- Ulisses, 1922. (Trad. Joaquim Mallafrè)
- Pomes penyeach (recull de 30 poemes), 1927.
- Finnegans Wake, 1939.
- El gat i el diable, 1965. (Trad. Montserrat de Gispert)
- Música de Cambra, 2016, (Trad. Paulí Arenes)